# Artur Slabashevich
Artur Slabashevich (tiếng Belarus: Артур Слабашэвіч; tiếng Nga: Артур Слабашевич; sinh 9 tháng 2 năm 1989) là một cầu thủ bóng đá Belarus. Tính đến năm 2017, anh thi đấu cho Isloch Minsk Raion.